# ماين غيمز (فلم)
ماين غيمز (بالإنجليزية: Mine Games) هو فيلم إثارة تم إنتاجه في الولايات المتحدة وصدر في سنة 2012. من بطولة برينا ايفيجن وجوليانا جويل.

## القصة
يحكي الفلم عن مجموعة من الأصدقاء الشباب يدهبون إلى غابة لقضاء وقت ممتع و لكن سرعان مايجعلهم يكتشفون اشياء غير مفهومة في منجم مهجور، ولكن كلما حاولوا تغيير المستقبل، بقدر ما ختم مصيرهم.

## عن الفلم
قام بالتمثيل في الفلم كل من Lindsay Lamb و Michael Guillod و Briana Evigan و Julianna Guill و Ethan Peck و Joseph Cross و Alex Meraz و Rebecca Da Costa و Rafi Gavron .
حصل الفلم على نسبة 5,2/10 على موقع IMDB .

## روابط خارجية
- ماين غيمز على موقع IMDb (الإنجليزية)
- ماين غيمز على موقع روتن توميتوز (الإنجليزية)
- ماين غيمز على موقع قاعدة بيانات الأفلام العربية
- ماين غيمز على موقع Turner Classic Movies (الإنجليزية)
- ماين غيمز على موقع أول موفي (الإنجليزية)
- ماين غيمز على موقع فيلمافينيتي (الإسبانية)
- ماين غيمز على موقع قاعدة بيانات الفيلم (الإنجليزية)
- ماين غيمز على موقع ليتربوكسد (الإنجليزية)
- ماين غيمز على موقع كينوبويسك (الروسية)